# 이나바국

이나바 국

이나바국(일본어: 因幡国 이나바노쿠니[*])은 산인도에 위치한 일본의 옛 구니이다. 현재의 돗토리현 동부에 해당한다. 인슈(因州)라고도 한다.

## 군
- 이와이군(일본어판)(巨濃郡)
- 호미군(일본어판)(法美郡)
- 야카미군(八上郡)
- 핫토군(일본어판)(八東郡)
헤이안 시대 말기에 야카미 군에서 분할.
- 지즈군(일본어판)(智頭郡)
- 오미군(일본어판)(邑美郡)
- 다카쿠사군(일본어판)(高草郡)
- 게타군(일본어판)(気多郡)